# Harry Tavitian

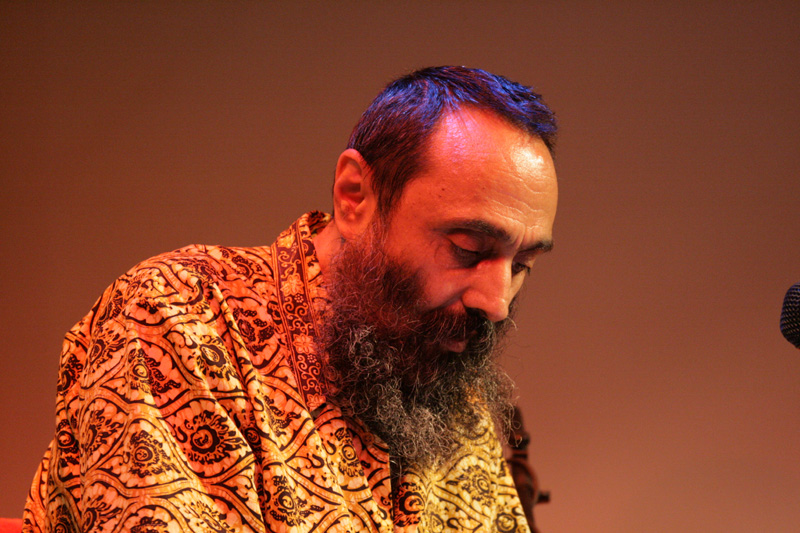
Harry Tavitian

Harry Tavitian (* 11. August 1952 in Constanța, Rumänien als Hari Tavitian) ist ein rumänischer Jazz-Pianist und Komponist.

## Leben und Wirken
Tavitian gab sein erstes Konzert im Alter von zehn Jahren. In Brașov und Bukarest studierte er klassisches Piano bis zum abschließenden Konzert-Diplom. Die Begegnung mit dem Bluesmusiker Memphis Slim führte dazu, dass er sich auch pianistisch mit der Geschichte des Jazz beschäftigte 1976 gründete er die Jazzband Creativ, war aber noch bis 1978 auch im Bereich der Klassik aktiv. 1981 begann eine über viele Jahre andauernde Zusammenarbeit mit dem Perkussionisten Corneliu Stroe im Duo; gemeinsam spielten sie die Alben Transilvanian Suite (1985) und Creatinuea (1988) ein. Mit Hans Kumpf und Reinhart Hammerschmidt folgte 1988 East-West Creativ Combinations. 1990 begann er, im Duo mit Anatoly Vapirov zu arbeiten, mit dem er u. a. durch Bulgarien, Italien und Frankreich tourte. Dann war er mit Ivo Papasovs Black Sea Orchestra aktiv (gleichnamiges Album 1998) und mit seinem Oktett Orient Express. Auch war er mit dem Rova Saxophone Quartet sowie mit Hans Kumpf und Jürg Solothurnmann (1995) auf Konzertreise. Auch mit eigenen Gruppen wie seinem Trio oder Orient Express war er in Mitteleuropa auf Tournee; 2002 trat er bei Jazz Ost-West in Nürnberg auf. Er arbeitete auch mit Johnny Răducanu, Wolfgang Puschnig und Floros Floridis.
Tavitian ist seit Mitte der 1990er Jahre in wachsendem Maße als Bühnenkomponist tätig. In seine Musik gehen Elemente der armenischen und rumänischen Musik ein.

## Diskographische Hinweise
- Horizons (1980–1984)
- There's Always Hope (1993)
- Axis Mundi (1999)